# Luís III da Baviera
Luís III (Munique, 7 de janeiro de 1845 – Sárvár, 18 de outubro de 1921) foi o último Rei da Baviera de 1913 até sua abdicação em 1918 no final da Primeira Guerra Mundial. Era o filho mais velho do príncipe Leopoldo, regente da Baviera, e de sua esposa, a arquiduquesa Augusta da Áustria, ascendendo ao trono depois de depor seu primo rei Oto.

## Início de vida
Luís nasceu no dia 7 de janeiro de 1845 em Munique, Reino da Baviera, Confederação Germânica, filho mais velho do príncipe Leopoldo, regente da Baviera, e de sua esposa, a arquiduquesa Augusta da Áustria, filha de Leopoldo II, grão-duque da Toscana. Ele era descendente do rei Luís XIV de França e de Guilherme, o Conquistador. Sua mãe pertencia ao ramo toscano da Casa de Habsburgo-Lorena, de modo que Augusta sempre se comunicou em italiano com seus filhos. Luís recebeu o nome de seu avô, o rei Luís I da Baviera.
Luís passou seus primeiros anos na Residência de Munique e no Palácio de Wittelsbach. De 1852 a 1863, seu tutor foi Ferdinand von Malesser. Quando ele tinha dez anos, a família mudou-se para o Palácio Leuchtenberg.

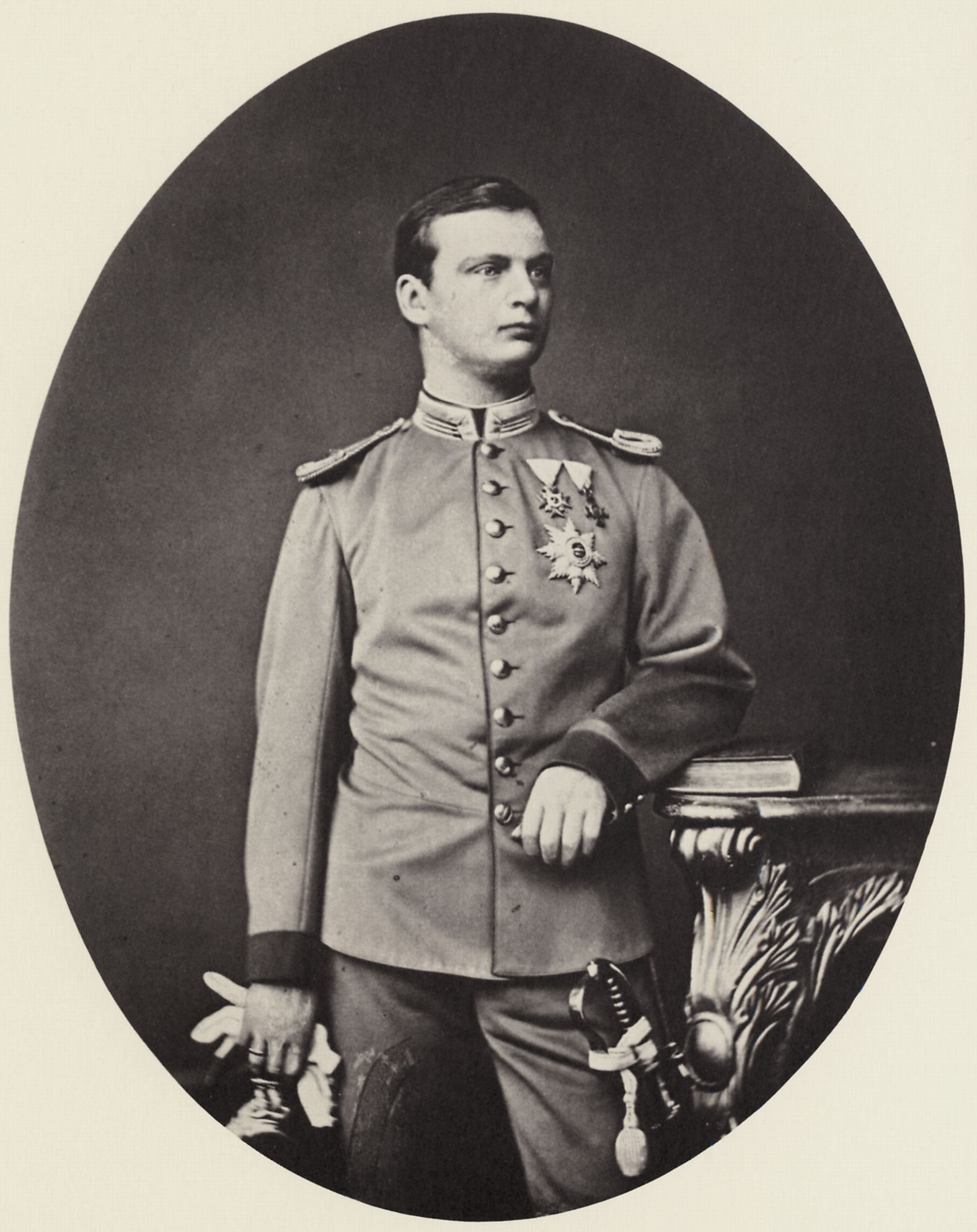
Luís em sua juventude, c. 1868

Em 1861, aos 16 anos, Luís iniciou sua carreira militar quando seu tio Maximiliano II lhe condeceu a patente de tenente e o nomeou tenente para o 6º Batalhão Jäger. Um ano depois, ingressou na Universidade Ludwig-Maximilian em Munique para estudar direito e filosofia, direito e economia. Aos 18 anos, tornou-se automaticamente membro do Senado do Parlamento da Baviera como representante da família real.
Em 1866, a Baviera aliou-se ao Império Austríaco na Guerra Austro-Prussiana. Luís ocupava a patente mais alta de tenente. Foi ferido na Batalha de Helmstedt, onde foi baleado na coxa. Este incidente levou à sua antipatia pelos militares. Foi condecorado com a Ordem do Mérito Militar da Baviera.

## Casamento

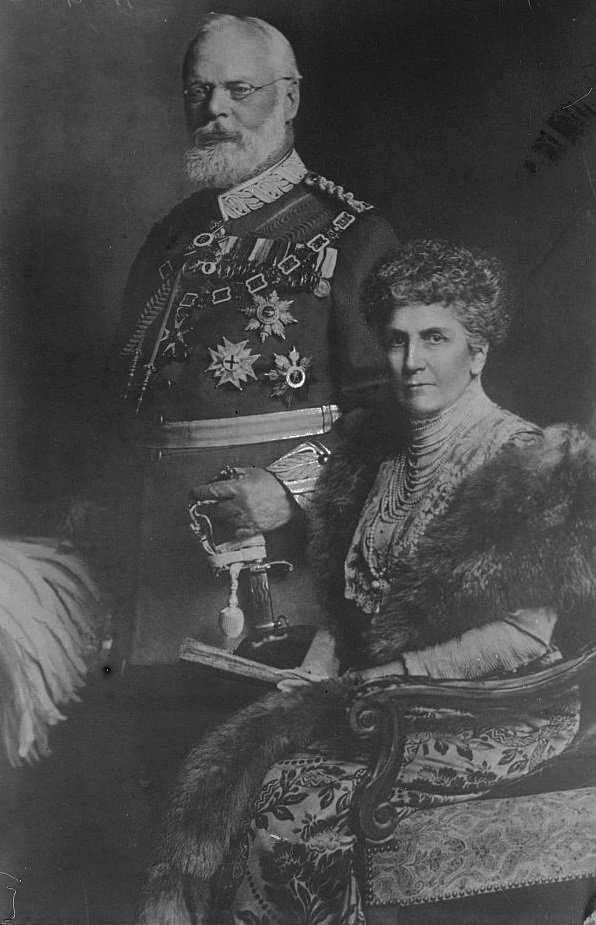
Luís e Maria Teresa

Em junho de 1867, Luís viajou para Viena para assistir ao funeral de sua prima, a arquiduquesa Matilde da Áustria (filha da irmã de seu pai, a princesa Hildegarda da Baviera). Lá, Luís conheceu a enteada de 18 anos de Matilde, Maria Teresa Henriqueta, a única filha do falecido arquiduque Fernando Carlos da Áustria-Este e de sua esposa, a arquiduquesa Isabel Francisca da Áustria. Luís e Maria Teresa se casaram em 20 de fevereiro de 1868 na Igreja Agostiniana em Viena.
Luís era sobrinho e herdeiro aparente de seu tio, o rei Oto da Grécia, até seu destronamento em 1862. Em caso de sucessão ao trono da Grécia, Leopoldo teria que renunciar à sua fé católica romana e se converter à ortodoxia grega, de modo que o tio de Maria Teresa, o duque Francisco V de Módena, um católico romano fervoroso, exigiu, como parte do acordo de casamento, que Luís renunciasse aos seus direitos ao trono grego e garantisse que seus filhos seriam criados como católicos romanos. Além disso, a constituição grega de 1843 proibia um monarca grego de governar simultaneamente outro país. Portanto, sendo Luís o terceiro na linha de sucessão ao trono bávaro, seu irmão, Leopoldo, o sucedeu o como pretendente ao trono grego.
Através de seu casamento, Luís tornou-se um homem rico. Maria Teresa herdou uma grande fortuna de seu pai. Ela possuía as propriedades na Hungria e Morávia (atual República Tcheca). A renda dessas propriedades permitiu que Luís comprasse uma propriedade em Lottstetten, na Baviera. Ao longo dos anos, Luís expandiu a propriedade de Lottstetten até que se tornou uma das maiores e mais lucrativas propriedades da Baviera. Luís era às vezes chamado de forma irônica de "fazendeiro de leite" devido ao seu interesse em agricultura.
Após a morte do duque Francisco V em 1875, Maria Teresa tornou-se a pretendente jacobina ao trono britânico sob o nome de Maria IV da Inglaterra e III da Escócia.

## Interesses
Ao longo de sua vida, Luís desenvolveu um grande interesse pela agricultura. A partir de 1868, atuou como presidente honorário do Comitê Central da Sociedade Agrícola da Baviera. Em 1875, comprou um castelo em Lottstetten e o transformou em uma fazenda modelo. Ele também se interessava por tecnologia, especialmente por energia hidrelétrica.
Como os filhos do tio de Luís, Maximiliano II, não tinham filhos e o pai de Luís, Leopoldo, era regente desde 1886, era evidente que Luís ou um de seus descendentes herdaria o trono da Baviera. Em 1887, Luís mudou-se para o Palácio de Wittelsbach. Continuou a estudar agronomia, a promover o sistema de canais, a participar de diversos assuntos públicos e a destacar-se na oratória.

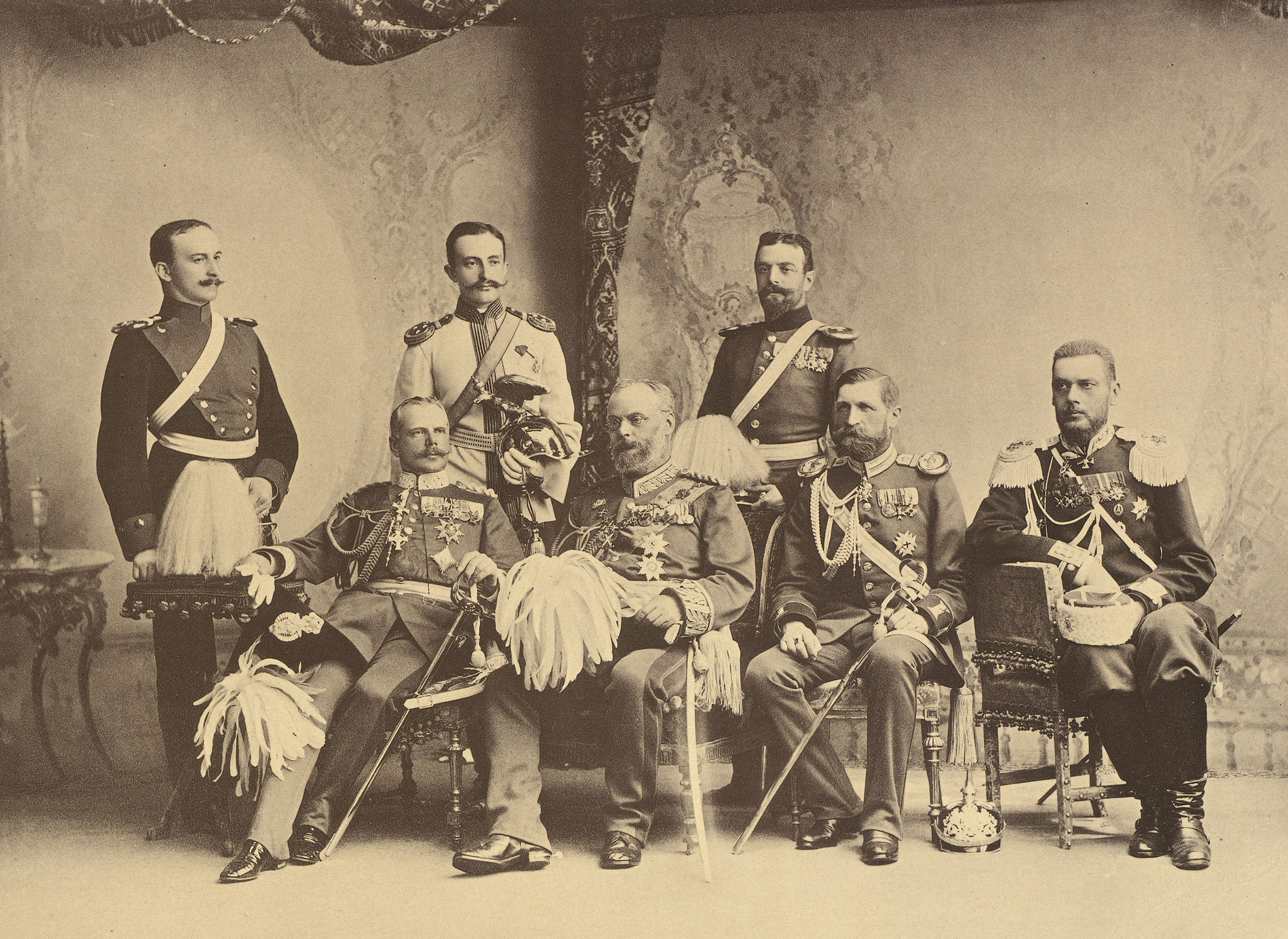
Representantes da Baviera na coroação do czar Nicolau II da Rússia em 1896. O príncipe Luís, mais tarde rei Luís III, está sentado no centro do grupo, segurando um chapéu com uma pluma no colo.

Em 1891, por sua iniciativa, foi fundada a Sociedade do Canal da Baviera. Em 1896, o príncipe Luís foi nomeado membro honorário da Academia de Ciências da Baviera. No mesmo ano, Luís compareceu à coroação do czar Nicolau II da Rússia, mas foi recebido apenas como acompanhante do príncipe Henrique da Prússia e membro da "comitiva de príncipes alemães", à qual protestou.
Como príncipe real, ele era automaticamente membro do Senado do Parlamento da Baviera; lá, ele era um firme defensor do sufrágio direto. Luís era membro do Parlamento Imperial desde 23 de junho de 1863. Em 1870, como membro do Bundestag, ele votou pela aceitação do Tratado de Novembro e pela adesão à Confederação da Alemanha do Norte. Em 1871, ele concorreu sem sucesso às primeiras eleições do Reichstag como candidato dos Patriotas da Baviera. Em 1901, ele recebeu um doutorado em engenharia e economia pela Universidade de Munique. Em 1906, ele apoiou as reformas eleitorais na Baviera, que um dos fundadores do Partido Social-Democrata da Alemanha (SPD), August Bebel, elogiou: "Se o povo alemão escolhesse um kaiser alemão entre os príncipes alemães, provavelmente escolheria Luís de Wittelsbach em vez de Guilherme Hohenzollern".

## Regência

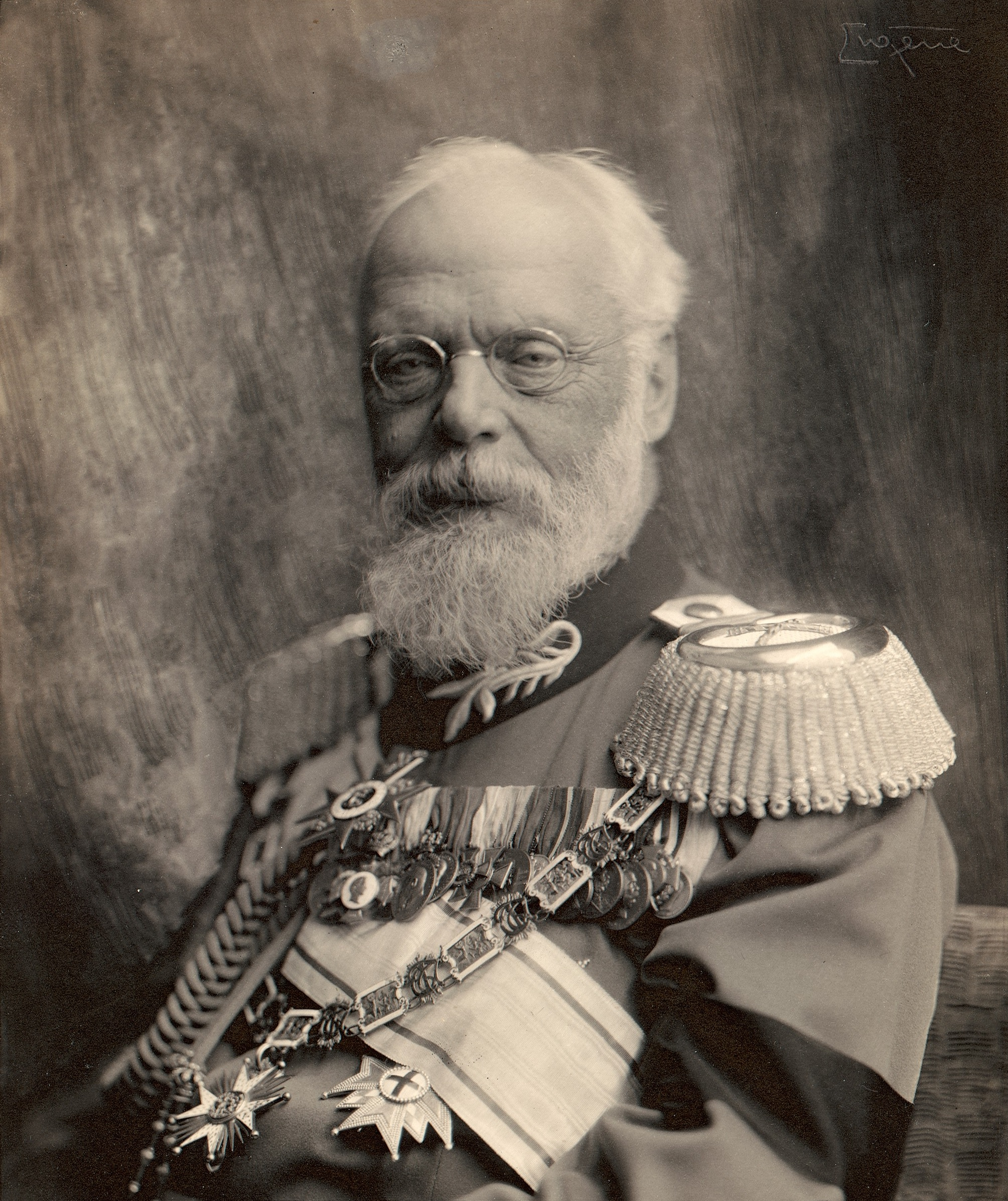
Luís em 1912

Luís III tornou-se regente da Baviera em 12 de dezembro de 1912, imediatamente após a morte de seu pai, o príncipe Leopoldo, que havia se envolvido ativamente na deposição de seu sobrinho, Luís II, e atuado como regente de outro sobrinho, Oto. Embora Oto fosse nominalmente rei desde 1886, ele estava confinado no Castelo de Fürstenried sob supervisão médica desde 1883, e sabia-se que ele nunca seria capaz de governar ativamente.
Quase imediatamente após assumir a regência da Baviera em 12 de dezembro de 1912, Luís enfrentou pressões de setores da sociedade e da imprensa que exigiam sua ascensão ao trono, em vez de continuar como regente de seu primo, Oto, que sofria de incapacidade mental desde sua coroação em 1886. A legislatura bávara não entrou em sessão até 29 de setembro de 1913. Em 4 de novembro daquele ano, foi emendada a constituição da Baviera para incluir uma cláusula que permitia ao regente depor o monarca incapaz após uma regência de pelo menos dez anos, desde que a legislatura ratificasse a ação. A emenda recebeu amplo apoio: 122 votos a favor e 27 contra na câmara baixa, e apenas seis votos contra no Senado. No dia seguinte, em 5 de novembro, Luís declarou o fim da regência, depôs seu primo e se autoproclamou Luís III. A legislatura aprovou formalmente a ação e Luís foi empossado no dia 8 do mesmo mês. Luís manteve simultaneamente o título e a dignidade de rei de Oto, de modo que a Baviera teve dois reis até a morte de Oto em outubro de 1916.
Historiadores consideram a emenda constitucional de 1913 como uma ruptura decisiva com a continuidade do governo monárquico, especialmente porque a mudança havia sido aprovada pelo parlamento estadual como câmara baixa. Eles acreditam que ela marcou um passo decisivo em direção a uma monarquia constitucional moderna, com o rei como figura cerimonial. A Baviera já havia tomado medidas em direção a um governo parlamentar pleno um ano antes, quando Georg von Hertling liderou o primeiro governo a contar com a maioria na legislatura.

## Reinado

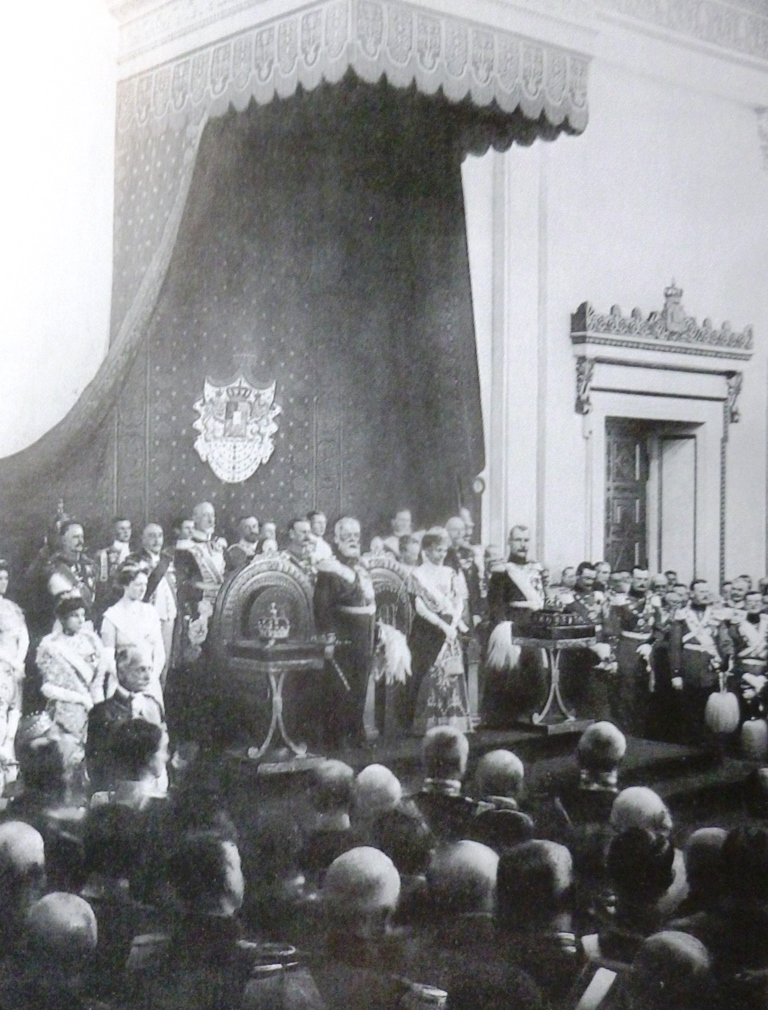
Proclamação de Luís como rei da Baviera em 1913

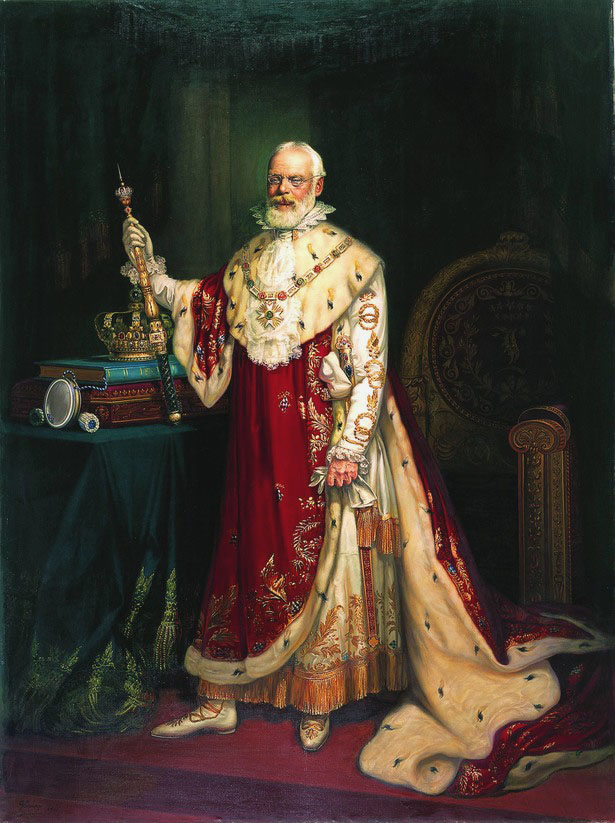
Luís III em trajes de coroação

Na sequência da ascensão de Luís ao trono em 5 de novembro de 1913, houve comemorações por toda a Baviera. Em 12 de novembro de 1913, o novo monarca foi levado de sua residência para a Frauenkirche em uma carruagem de coroação dourada com oito cavalos.
O breve reinado de Luís foi conservador e influenciado pela encíclica católica Rerum Novarum. O primeiro-ministro Georg von Hertling, nomeado por Leopoldo em 1912, permaneceu no cargo. O rei Luís também continuou a residir no Palácio Wittelsbach em vez da Residência de Munique. Como rei, ele não hesitava em passear em Munique e encontrar seus amigos de classe média em um bar na Rua Turcomenistão. Sua gênero afável e confiante fez de Luís o mais popular dos príncipes de Wittelsbach. No entanto, isso mudou após sua ascensão, pois ele agora não tinha o carisma de um monarca sábio e figura paterna aos olhos de muitos de seus contemporâneos.
Em janeiro de 1914, Luís organizou uma festa e um jantar para o corpo diplomático em Munique e Berlim. Isso causou descontentamento entre o kaiser Guilherme II da Alemanha, embora a Baviera ainda tivesse o poder de conduzir a política externa.
Em 14 de abril, Luís recebeu o arquiduque Francisco Ferdinando, herdeiro do trono da Áustria-Hungria, como convidado de estado em Munique. Em 28 de junho, enquanto a Baixa Francônia celebrava seu centenário na Baviera, o rei Luís recebeu um telegrama em Würzburg: o herdeiro do trono austríaco, Francisco Ferdinando, havia sido assassinado em Sarajevo. No entanto, na reunião ministerial de 15 de julho, a situação nos Bálcãs não foi discutida como um problema. Esta decisão foi tomada em Munique quando Karl von Weizsäcker, chanceler de Württemberg, sugeriu a convocação de um comitê do Conselho Federal a fim de encontrar uma posição comum para os estados federais menores. No entanto, a legação bávara em Berlim, sob o conde Reichenfeld, já tinha um grande número de relatórios de legação. Quando o imperador austríaco Francisco José I declarou guerra à Sérvia no dia 28, o rei não estava em Munique, mas em sua propriedade em Lottstetten. Em 1 de agosto, quando Guilherme II ordenou a mobilização em Berlim, multidões entusiasmadas reuniram-se no Palácio Wittelsbach, na capital do estado, para prestar homenagem ao rei.

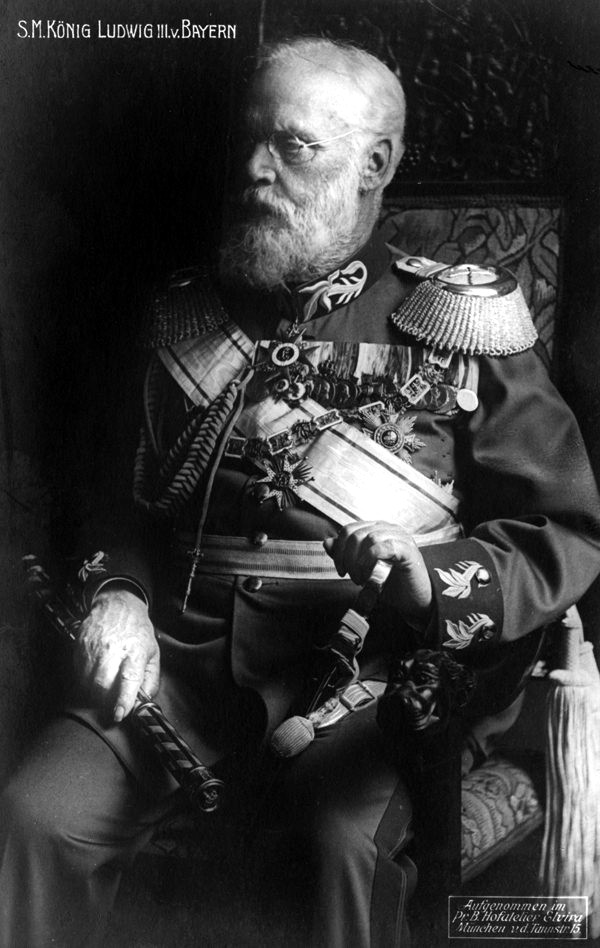
Luís em 1914

Quando a Primeira Guerra Mundial eclodiu em 1914, Luís enviou uma carta oficial a Berlim expressando a solidariedade da Baviera. Mais tarde, Luís chegou a reivindicar a anexação da Alsácia e da cidade belga de Antuérpia para que a Baviera tivesse acesso ao mar. Sua agenda oculta era manter o equilíbrio de poder entre a Prússia e a Baviera dentro do Império Alemão após a vitória.
Uma história apócrifa afirma que um ou dois dias depois que a Alemanha declarou guerra, Luís recebeu uma petição de um austríaco de 25 anos pedindo para se juntar ao exército da Baviera. A petição foi rapidamente aprovada e Adolf Hitler alistou-se no exército da Baviera, eventualmente se estabelecendo no 16º Regimento de Infantaria da Reserva da Baviera, onde serviu até o fim da guerra. No entanto, esse relato é baseado nas lembranças de Hitler em Mein Kampf. O historiador Ian Kershaw argumenta que a história de Hitler é superficialmente implausível, pois lidar com uma questão tão pequena em um momento de crise extrema teria exigido um esforço burocrático extraordinário. Kershaw argumenta que o alistamento de Hitler foi o resultado de um erro burocrático, não de eficiência burocrática. Na verdade, como cidadão de um país aliado, ele deveria ter sido enviado à Áustria para servir no exército austríaco. Com base em uma investigação do governo da Baviera de 1924, Kershaw acredita que o cenário mais provável é que Hitler, como milhares de outros jovens, tenha se alistado por volta de 5 de agosto de 1914, foi inicialmente rejeitado porque as autoridades estavam inundadas de candidatos e não tinham onde atribuí-lo, e que ele acabou sendo chamado de volta para servir no 2º Regimento de Infantaria (2º Batalhão) e então designado para o 16º (Regimento de Lista), um Regimento de Infantaria de Reserva da Baviera composto principalmente por novos recrutas.
Em 1917, com a situação na Alemanha se deteriorando devido à Primeira Guerra Mundial, em 11 de novembro Hertling tornou-se Chanceler da Alemanha e Primeiro-Ministro da Prússia, enquanto Otto Ritter von Dandel tornou-se Ministro da Casa Real e dos Negócios Estrangeiros e Presidente do Conselho de Ministros, um título equivalente ao de Primeiro-Ministro da Baviera. Luís foi acusado de lealdade cega à Prússia e tornou-se cada vez mais impopular durante a guerra. À medida que a guerra se aproximava do fim, a Revolução Alemã eclodiu na Baviera. Em outubro de 1918, Munique tornou-se cada vez mais turbulenta, com incidentes políticos em cervejarias e ao ar livre sendo comuns. No final de outubro, o governo da Baviera apoiou abertamente a abdicação do kaiser. Quando o príncipe Maximiliano de Baden abordou Luís com uma iniciativa, o rei permaneceu passivo.

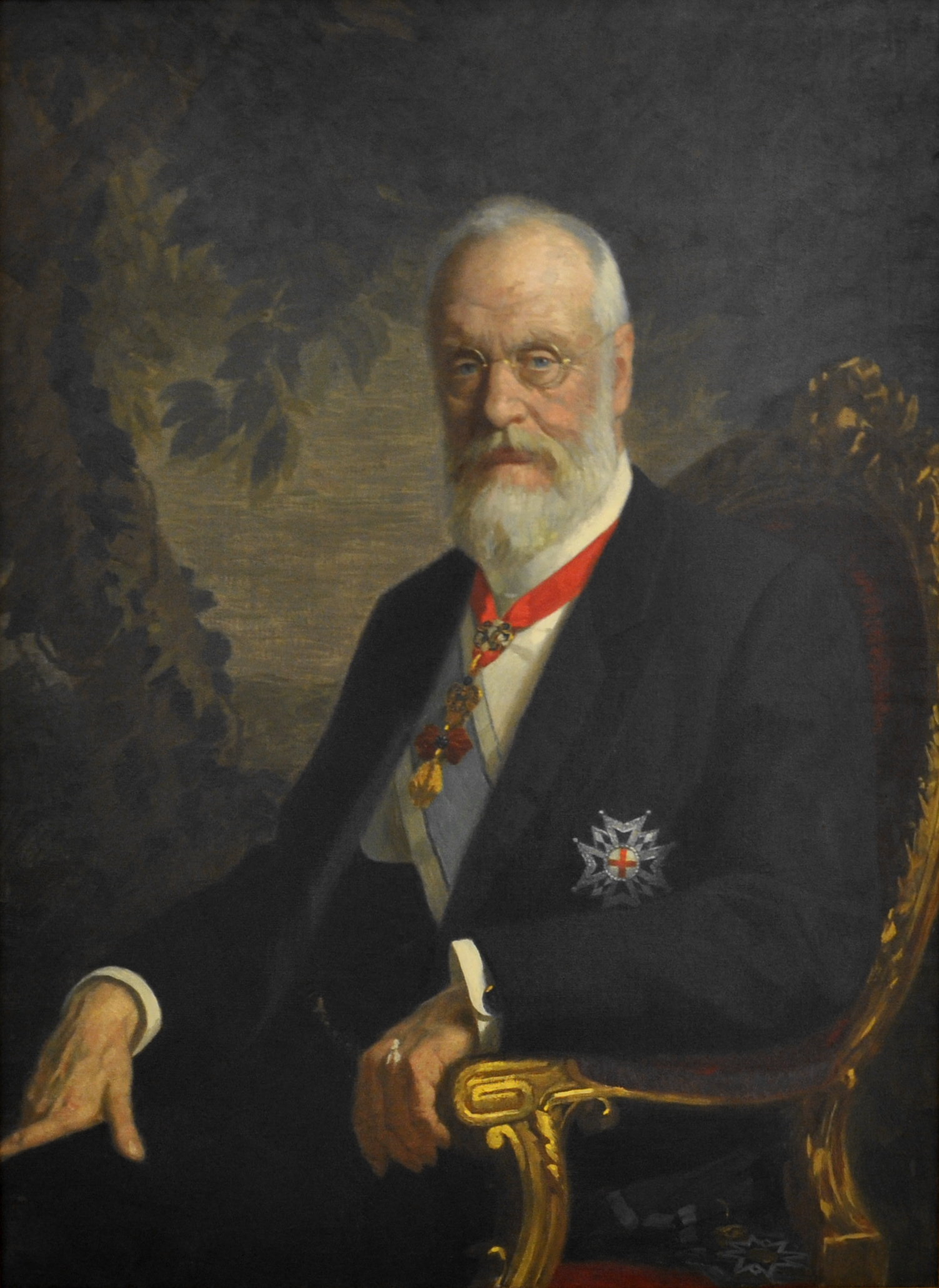
Retrato de Luís III da Baviera
Gebhard Fugel, 1917
Galerie Fähre, Altes Kloster, Bad Saulgau

Tendo sido discutida desde setembro de 1917, em 2 de novembro de 1918, por acordo entre o governo real e todos os grupos parlamentares, extensas reformas constitucionais foram introduzidas, incluindo a introdução da representação proporcional. No mesmo dia, Luís III aprovou a transformação da monarquia constitucional em uma monarquia parlamentar. No dia 3, mil pessoas, instigadas pelo Partido Social-Democrata Independente da Alemanha, se reuniram pela primeira vez no Theresienwiese para protestar pela paz e exigir a libertação dos líderes detidos. Embora o descontentamento já existisse há muito tempo entre a população em grande parte empobrecida, a rebelião pegou o rei completamente desprevenido. Diz-se que ele soube da eclosão da revolução por um transeunte durante sua caminhada rotineira à tarde no Jardim Inglês em 7 de novembro. Quando voltou para sua residência, encontrou-a em grande parte abandonada por funcionários e guardas. Por volta das 19h, os primeiros manifestantes apareceram nos portões reais. O ministro da Guerra da Baviera, Philipp von Hellingrath, teve que admitir que Munique não tinha mais tropas para defender a monarquia, já que distúrbios também foram relatados em outros lugares, e que nenhuma ajuda externa poderia ser esperada. Dada a situação precária do rei Luís III, Otto von Dandel e o ministro do Interior, Friedrich von Breitreich, sugeriram uma fuga temporária. Como a segurança do rei não podia mais ser garantida, seus ministros o enviaram e o resto da corte em três carros de refugiados alugados para o Castelo de Wildenworth em Chiemgau. Por volta das 23h, o rei deixou Munique à paisana com sua esposa doente, três filhas, o neto Alberto e uma pequena corte. Mas depois a comitiva teve que fugir para o Hintersee em Ramsau, perto de Berchtesgaden. Quando a segurança do rei pareceu ameaçada aqui também, ele finalmente decidiu deixar a Baviera e se refugiar no Palácio Anif, perto de Salzburgo, Áustria, onde esperava ficar temporariamente. Ele foi o primeiro monarca do Império Alemão a ser deposto. O Palácio Anif era propriedade de Ernst, conde de Moy, um conselheiro imperial da Baviera, que estava ausente na época. A fuga da família real e os meses que se seguiram são descritos em detalhes nos diários das filhas do rei, especialmente da princesa Gertrudes. No dia seguinte, o Estado Popular da Baviera foi estabelecido.
"A dinastia Wittelsbach foi deposta!
A Baviera se tornou um Estado livre!"

— Kurt Eisner, Declaração da República, 8 de novembro de 1918 
No dia 12, um dia após o armistício, o chanceler Dandel foi ver o rei no Palácio Anif na esperança de persuadi-lo a abdicar. Luís recusou e, em vez disso, deu a Dandel uma cópia do Manifesto de Anif, que liberava todos os funcionários do governo, soldados e servidores públicos de seus juramentos de fidelidade a ele. Ele também declarou que, devido aos eventos recentes, ele "não era mais capaz de liderar o governo". No dia seguinte, quando Dandel retornou a Munique, o recém-formado governo republicano de Kurt Eisner publicou a declaração. Embora a declaração não mencionasse a palavra "abdicação", o governo Eisner a interpretou como tal e acrescentou que Luís e sua família eram bem-vindos para retornar à Baviera como cidadãos comuns, desde que não violassem o "Estado Popular". Esta declaração efetivamente depôs a família Wittelsbach, encerrando seu governo de 738 anos sobre a Baviera.

## Últimos anos

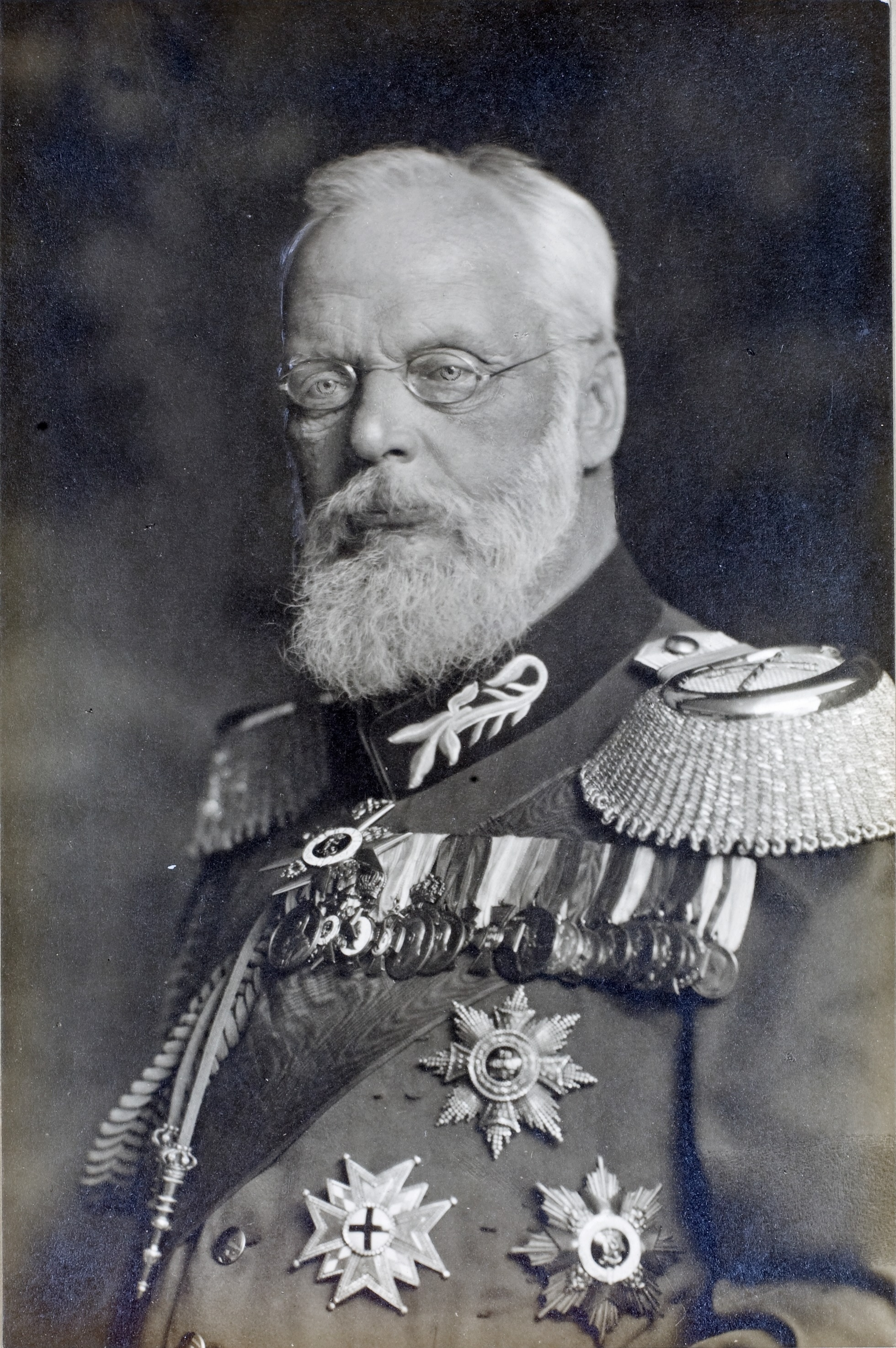
Luís III pouco antes de 1921

Após a abdicação forçada em 1918 e um período de exílio, Luís retornou à Baviera em janeiro de 1919. Sua esposa, Maria Teresa, morreu em 3 de fevereiro de 1919 no Castelo Wildenwart, na região de Chiemgau.
Em fevereiro de 1919, após o assassinato do líder socialista Kurt Eisner, Luís temeu ser alvo de represálias e fugiu para a Hungria, passando também por Liechtenstein e Suíça. Retornou à Baviera em abril de 1920, estabelecendo-se novamente no Castelo Wildenwart. Em setembro de 1921, viajou para o Castelo Nádasdy, em Sárvár, na Hungria, onde morreu em 18 de outubro de 1921. 
Em 5 de novembro de 1921, seus restos mortais foram transportados de volta para Munique, acompanhados pelos de Maria Teresa. Apesar da abolição da monarquia, o casal recebeu um funeral de Estado, com presença da família real, governo bávaro, militares e cerca de 100 mil espectadores. Ambos foram sepultados na cripta da Frauenkirche, em Munique, ao lado de seus ancestrais da Casa de Wittelsbach.
Durante o funeral, o príncipe Ruperto, filho de Luís, evitou utilizar a ocasião para reivindicar a restauração da monarquia, preferindo buscar meios legais para tal. O arcebispo de Munique, Michael von Faulhaber, em seu discurso fúnebre, expressou apoio à monarquia, enquanto Ruperto apenas declarou ter assumido seu direito hereditário.

## Honrarias
- c. 1866:  Ordem de Santo Humberto[29]
- c. 1866:  Cavaleiro da Ordem de Mérito Militar (Primeira Classe)[30]
- 1874:  Grão-Prior da Ordem Real e Militar de São Jorge[29]
- Grã-Cruz da Ordem Militar de Maximiliano José[31]
- 17 de setembro de 1863:  Grã-Cruz da Ordem de Luís[32]
- 1868:  Cavaleiro da Ordem do Tosão de Ouro[33]
- 1893:  Grã-Cruz da Real Ordem de Santo Estêvão[33]
- 1917:  Grã-Cruz da Real Ordem de Maria Teresa[33]
- 14 de junho de 1869:  Grã-Cruz da Pedro Frederico Luís[34]
- 14 de junho de 1869:  Cavaleiro da Ordem da Águia Negra[35]
- Pour le Mérite[31]
- 1876:  Grã-Cruz da Ordem da Coroa de Württemberg[36]
- Grã-Cruz da Ordem Militar do Mérito[31]
- 19 de dezembro de 1883:  Grã-Cruz da Ordem de Carlos III[37]
- 1887:  Cavaleiro da Ordem de Fidelidade[38]
- 1887:  Cavaleiro da Ordem de Bertoldo I[38]
- 1888:  Grã-Cruz da Ordem do Falcão Branco[39]
- 12 de julho de 1895:  Grã-Cruz da Ordem do Serafim[40]
- 6 de setembro de 1897:  Cavaleiro da Ordem da Anunciação[41]
- 1900:  Grande Cordão da Ordem de Leopoldo[42]
- 1913:  Colar da Ordem de Carlos I[43]
- 1887:  Cavaleiro da Ordem de Bertoldo I[38]
- Cavaleiro da Ordem do Elefante[44]
- Grã-Cruz da Ordem Soberana e Militar de Malta[44]
- Cavaleiro da Ordem de Distinção[44]
- Cavaleiro da Ordem de Santo André[44]
- Cavaleiro da Ordem da Coroa de Arruda[44]

## Descendência

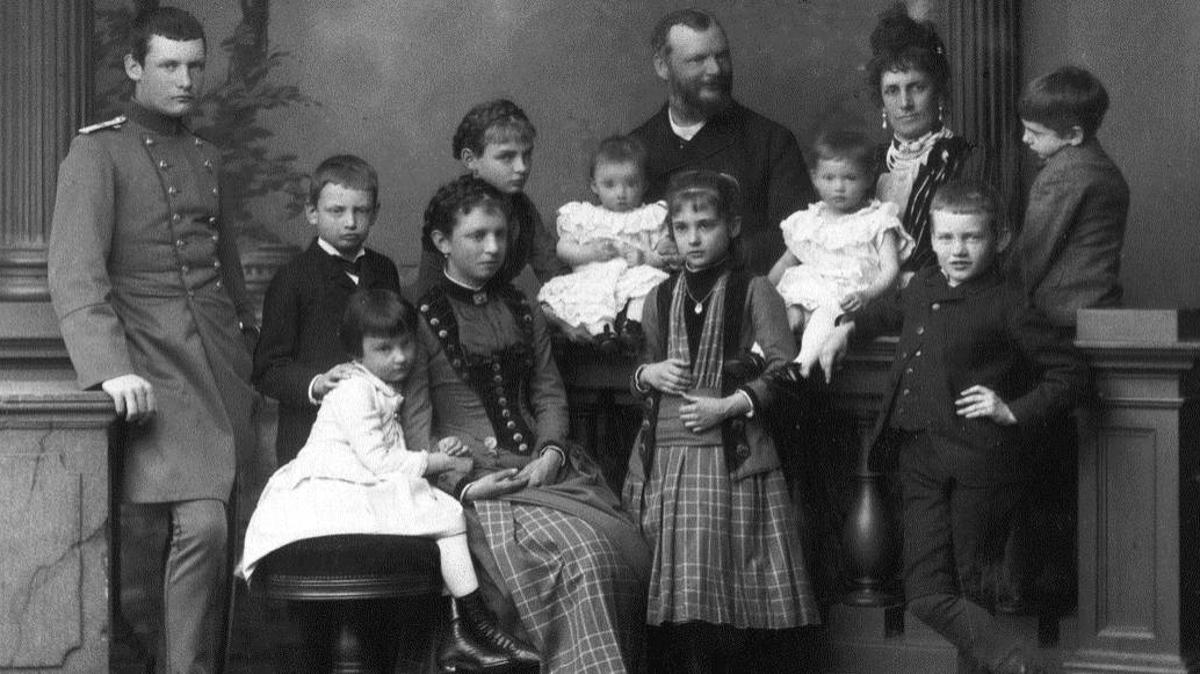
A família de Luís da Baviera no final da década de 1880. Da esquerda para a direita: Ruperto, Carlos, Hildegarda, Aldegunda, Maria Luísa Teresa, Helmtruda, Luís, Matilde, Gertrudes, Maria Teresa, Francisco e Wolfgang.

| Nome                          | Nascimento             | Morte                   | Notas |
| ----------------------------- | ---------------------- | ----------------------- | --- |
| Ruperto, Príncipe Herdeiro    | 18 de maio de 1869     | 2 de agosto de 1955     | Casou-se com Maria Gabriela da Baviera, com descendência. Casou-se com Antonieta de Luxemburgo, com descendência. |
| Aldegunda da Baviera          | 17 de outubro de 1870  | 4 de janeiro de 1958    | Casou-se com Guilherme de Hohenzollern-Sigmaringen, sem descendência.                                             |
| Maria Luísa Teresa da Baviera | 6 de julho de 1872     | 10 de junho de 1954     | Casou-se com Fernando de Bourbon-Duas Sicílias, com descendência.                                                 |
| Carlos da Baviera             | 1 de abril de 1874     | 9 de maio de 1927       | Não se casou. |
| Francisco da Baviera          | 10 de outubro de 1875  | 25 de janeiro de 1957   | Casou-se com Isabel de Croÿ, com descendência.                                                                    |
| Matilde da Baviera            | 17 de agosto de 1877   | 6 de agosto de 1906     | Casou-se com Luís Gastão de Saxe-Coburgo-Gota, com descendência.                                                  |
| Wolfgang da Baviera           | 2 de julho de 1879     | 31 de janeiro de 1895   | Morreu aos 15 anos.                                                                                               |
| Hildegarda da Baviera         | 5 de março de 1881     | 7 de fevereiro de 1948  | Não se casou. |
| Notburga da Baviera           | 19 de março de 1883    | 24 de março de 1883     | Morreu na infância.                                                                                               |
| Gertrudes da Baviera          | 10 de novembro de 1884 | 28 de março de 1975     | Casou-se com Guilherme Carlos, Duque de Urach, sem descendência.                                                  |
| Helmtruda da Baviera          | 22 de março de 1886    | 22 de junho de 1977     | Não se casou. |
| Dietlinda da Baviera          | 2 de janeiro de 1888   | 14 de fevereiro de 1889 | Morreu na infância.                                                                                               |
| Gundelinda da Baviera         | 26 de agosto de 1891   | 16 de agosto de 1983    | Casou-se com Georg, Conde de Preysing-Lichtenegg-Moos, com descendência.                                          |